# 沃斯科比尼基 (希沙基區)
50°1′42″N 34°9′8″E / 50.02833°N 34.15222°E
沃斯科比尼基（烏克蘭語：Воскобійники），是烏克蘭中部的村莊，隸屬波爾塔瓦州的米爾霍羅德區。該村距離羅曼基和韋爾捷列齊克1公里，海拔高度151米，2001年人口682。